# Serie 3600 de Renfe
Serie 3600 fue la numeración que le dio la extinta FEVE a un automotor eléctrico que actualmente pertenece a la empresa Renfe bajo la numeración de Serie 436. Esta serie consta de 21 trenes de ancho métrico y fue construida en dos lotes diferentes en los 2000.El primer lote fue la reforma entre 2000 y 2003 de la serie 2300 de FEVE, hasta ese momento diésel. El segundo lote consistió en la construcción entre 2006 y 2007 de unidades totalmente nuevas, pero con idéntico diseño. La serie 3600 tiene una serie muy similar en cuanto a diseño pero de tracción diésel: la S-2600. 
El primer lote presta servicio en Cercanías Bilbao y Cercanías Cantabria y el segundo lo hace en Cercanías Asturias.

## Historia

### Origen

#### Primer lote de la serie (2000-2003)
En 1998 la empresa pública Ferrocarriles Españoles de Vía Estrecha (FEVE) se propuso reformar a las unidades de la serie 2300, las cuales tenían tracción diésel (gracias a unos motores MAN) y llevaban en circulación desde 1966. Concretamente, FEVE buscaba electrificar una parte de las unidades, dejando otra como diésel, pero igualmente reformada. Para ello adjudicó la construcción de un prototipo experimental a la empresa navarra Sunsundegui, el cual se presentó en 1999. Convencida FEVE del resultado, llevó adelante la reforma integral de la serie 2300, dándola por extinta. Las doce unidades diésel formaron parte de la serie 2600 y las 12 unidades eléctricas constituyeron la serie 3600, en su primer lote.
Ambas series parten de una reforma integral de la serie 2300, donde se mantuvieron pocas partes de la misma, como el bastidor y los bogies. La única diferencia palpable entre ambas está en el techo de la S-3600, puesto que necesita equipos para el pantógrafo y la toma eléctrica, mientras que la S-2600 no los tiene.
El 19 de octubre de 2000 la primera unidad entró en servicio comercial en la línea C-4 (Valmaseda-Bilbao) de Cercanías Bilbao. Oficialmente la serie se presentó en un acto en Bilbao el 28 de abril de 2001. Actualmente esta serie sigue circulando por Cercanías Bilbao (con depósito en Valmaseda) y también por Cercanías Cantabria.

#### Segundo lote de la serie (2006-2007)
En diciembre de 2003 FEVE sacó a concurso la construcción de un segundo lote de la S-3600, esta vez de cero, sin reutilizar material antiguo. Estas nuevas unidades estarían especialmente destinadas a Asturias y, en el planteamiento original, serían 6 y tendrían 3 coches en vez de dos. No obstante, al poco FEVE cambio de parecer y solicitó 9 unidades de dos coches.
El concurso fue adjudicado en abril de 2004 a las empresas Suncove, Setelsa y Siemens. Las 9 unidades se entregaron entre julio de 2006 y febrero de 2007.

### Actualidad
En 2013, FEVE se integró en Renfe Operadora y Adif. En la nueva numeración que les dio Renfe, la Serie 3600 pasó a llamarse "serie 436". Curiosamente ya había existido una Serie 436 en el parque móvil de Renfe, si bien en 2013 ya no estaba en circulación.

## Servicios
Actualmente, esta serie realiza servicios de Renfe Cercanías en Asturias: líneas , ,  y . En Vizcaya: en la línea  que une Bilbao con Balmaseda y en Cantabria, en la línea   como trenes CIVIS.

## Características
Es un tren que se compone de dos coches motores, cada uno con una cabina de conducción. Tiene ocho puertas (cuatro en cada coche, dos en cada lado) de las cuales cuatro son dobles puertas y accesibles para discapacitados, ya que están dotadas de una rampa extensible en uno de sus coches. Tiene capacidad para 99 plazas sentadas, aunque la capacidad máxima es de 244 personas. Son unas unidades capaces de alcanzar los 100 km/h. 
Disponen de un bogie motorizado por coche, siendo su disposición de ejes según la UIC, B’2’ - 2’B’ . Los motores de tracción se encuentran suspendidos bajo el bastidor. Son motores trifásicos asíncronos fabricados por Siemens, del modelo 1TB2223-0GB03 de 210 kW cada uno. La transmisión se hace mediante cardan, saliendo uno de los árboles del motor a una reductora y esta, mediante otro cardan ataca al otro eje. La suspensión primaria es de muelles helicoidales en el primer lote (de 3601 a 3623) y neumática en el segundo (de 3625 a 3641). También los pupitres de conducción son diferentes. En las unidades pertenecientes al primer lote la regulación de tracción y frenado se hace mediante los denominados "palillos", mientras que en el segundo, estos se sustituyeron por una palanca combinada desarrollada por Siemens. Similar a las que utilizan las series 446, 447, 450, 451 y Civias de Cercanías. 
Las unidades tienen una potencia nominal de 420 kW. Como sistemas de seguridad disponen de Hombre Muerto y ASFA. Entre 2020 y 2022, las unidades han sido equipadas con el nuevo sistema ASFA Digital, siendo la 3603 la primera de su serie. La tensión de alimentación de estos trenes es de 1500 Voltios en Corriente Continua mediante pantógrafos del modelo SBE 920 del fabricante alemán Schunk, caracterizados por tener los frotadores de carbón.
En el apartado de confort, las unidades disponen de un sistema de climatización montado en el techo del tren y un sistema de calefacción mediante radiadores a lo largo de los coches bajo los asientos situados próximos a las ventanas. Poseen megafonía, teleindicadores los cuales muestran las estaciones y música ambiental. También tienen un servicio en uno de los coches.